# Prix du Calvados
Prix de Calvados är ett montélopp för sex-tioåriga hingstar, valacker och ston som äger rum i januari på Hippodrome de Vincennes i Paris i Frankrike. Det är ett Grupp 2-lopp, man måste minst ha sprungit in 160 000 euro för att få starta. Loppet rids över 2850 meter på stora banan på Vincennes, med voltstart. Den samlade prissumman är 150 000 euro, och 67 500 euro i första pris.

## Vinnare
| År   | Häst               | Efter            | Kusk                  | Tränare                 | Tid    |
| ---- | ------------------ | ---------------- | --------------------- | ----------------------- | ------ |
| 2025 | Gazelle de Val     | Viking de Val    | Mathieu Mottier       | Eric Lambertz           | 1'14"2 |
| 2024 | Gold Voice         | Jag de Bellouet  | Mathieu Mottier       | Fabrice Souloy          | 1'12"9 |
| 2023 | Fantaisie          | Un Mec d'Héripré | François Lagadeuc     | Nicolas Bridault        | 1'12"2 |
| 2022 | Fantaisie          | Un Mec d'Héripré | François Lagadeuc     | Nicolas Bridault        | 1'12"8 |
| 2021 | Fado du Chêne      | Singalo          | Paul-Philippe Ploquin | Julien Le Mer           | 1'12"5 |
| 2020 | Bilibili           | Niky             | Alexandre Abrivard    | Laurent-Claude Abrivard | 1'13"0 |
| 2019 | Bilibili           | Niky             | Alexandre Abrivard    | Laurent-Claude Abrivard | 1'12"5 |
| 2018 | Bilibili           | Niky             | Alexandre Abrivard    | Laurent-Claude Abrivard | 1'13"0 |
| 2017 | Bellissima France  | Blue Dream       | Matthieu Abrivard     | Matthieu Abrivard       | 1'13"6 |
| 2016 | Texas de l'Iton    | Cygnus d'Odyssee | Franck Nivard         | Hughes Levesque         | 1'13"8 |
| 2015 | Uppercut de Manche | Neutron du Cebe  | Damien Bonne          | Thierry Raffegeau       | 1'13"0 |
| 2014 | Ulysse             | Love You         | Thomas Levesque       | Mike Lenders            | 1'14"1 |
| 2013 | Pinson             | Baccarat du Pont | Damien Bonne          | Jean-Michel Bazire      | 1'13"5 |
| 2012 | Roi du Lupin       | Fleuron Perrine  | Anthony Barrier       | Jean-Paul Marmion       | 1'13"3 |
| 2011 | Pinson             | Baccarat du Pont | Damien Bonne          | Jean-Michel Bazire      | 1'13"5 |
| 2010 | Plenty Pocket      | Ganymede         | Pierre Yves-Verva     | Joel Van Eeckhaute      | 1'14"4 |
| 2009 | Nouba Turgot       | Canada           | Éric Raffin           | Franck Anne             | 1'12"5 |